# 페스트 (소설)

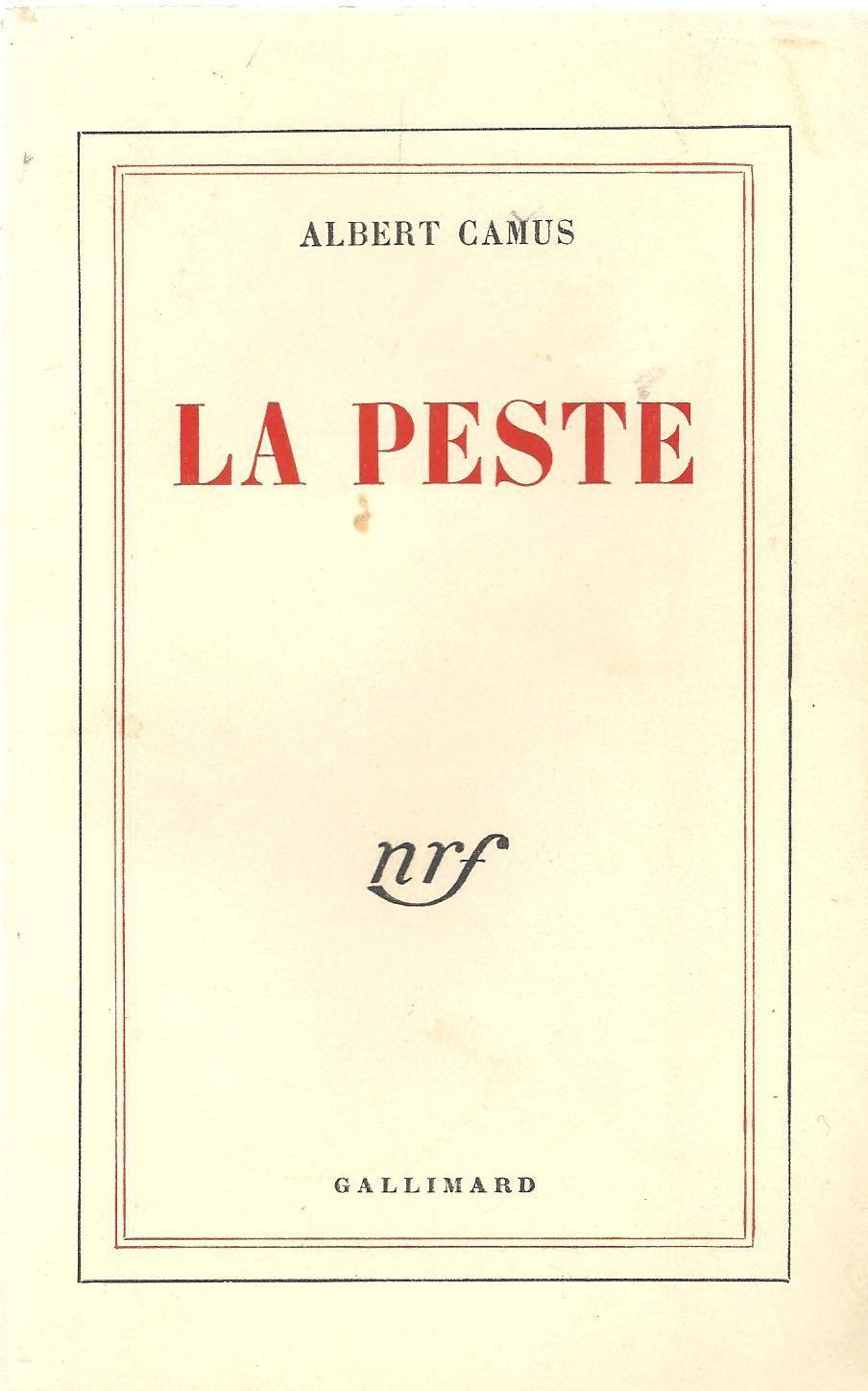
제1판 표지

《페스트》(프랑스어: La Peste)는 1947년 출간된 알베르 카뮈의 장편소설이다.
알제리의 오랑시(市)에 페스트가 발생하였다. 의사인 리외는 친구 타루와 협력하여 사설위생반을 조직하여 페스트 치료를 하게 된다. 최초에는 비협력적이었던 파늘루신부와 신문기자인 랑베르도 리외의 휴머니스틱한 행동에 이끌려 점차 구호활동에 참가하게 된다. 이윽고 페스트가 종식하는 날도 가까웠다. 그러나 항상 명석하여 구호활동의 기둥이 되어왔던 타루가 봉쇄해제의 날을 기다리지 못하고 악역(惡疫)에 걸려버린다. 리외는 이 병역과 싸운 사람들의 기록을 남기려고 결심한다. 페스트 균은 결코 멸망하지 않고 항상 어딘가에서 인간의 행복을 위협하고 있음을 느끼면서―.레지스탕스의 우의(寓意)로 쓰여진 이 작품은 <이방인>에 있는 개인적 반항을 더욱 발전시켜 비인간성에 대한 집단적 반항과 연대의식을 역설하고 있다.

## 인물

### 주요 인물
리외: 베르나르 리외 의사는 35세, 적당한 키, 어두운 피부색, 아주 짧게 깎은 검은색 머리를 가진 인물로 묘사되고 있다. 소설의 초반에서는, 1년 동안 질병을 가지고 있는 리외의 아내가 요양원으로 떠난다. 페스트의 첫 번째 희생자를 치료한 리외는 처음으로 그 질병이 페스트라고 표현한다. 그는 당국에 전염병의 확산을 막기 위한 조치를 취할 것을 강력히 권고한다. 그러나, 처음에는 그 또한 오랑시가 직면한 문제를 인지하지 못한다. 그는 불안함을 느끼면서도 상황의 심각성을 깨닫지 못한다. 잠깐 동안에, 그는 위태로운 것을 파악하고 한 두달 안에 2십만 정도의 마을 주민 절반을 대대적으로 죽일 수 있는 전염병에 대한 대책들을 즉각 마련하지 않는 당국에 강력히 경고한다.
전염병이 유행하는 동안에, 리외는 보조 병원에 가고 오랜 시간 동안 피해자들을 치료하기 위해서 일한다. 그는 혈청을 주사하고 종기를 절제한다. 그러나 그가 할 수 있는 일은 별로 없었다. 그리고 그의 직무의 무게는 그를 무겁게 짓눌렀다. 그는 늦게까지 집에 가지 않았고, 피해자들에게 느끼는 동정으로부터 자신을 개입하지 않으려 한다 ; 그렇지 않으면, 그는 그 곳에 가지 못했을 것이다. 그가 피해자들 집에 방문했을 때, 그는 특히 힘들었다. 왜냐하면, 그는 즉시 구급차를 불러야 하고 사람들이 집으로부터 떠나야 한다는 것을 알고 있기 때문이다. 리외는 단순히 페스트를 방지하기 위해서 일을 한다. 왜냐하면 그는 의사이고 그의 직업은 사람들의 고통을 완화해 주는 것이다. 그는 그것을 어떠한 부를 위해서 하지 않는다, 종교의 목적, 파늘루 신부처럼 (리외는 신을 믿지 않는다), 또는 고결한 도덕 규범의 일부, 타루 처럼. 그는 현실적인 남자이고 어느 소란 없이  *****, 그는 죽음에 맞서는 투쟁은 절대 이기지 못한다는 것을 알고 있다.
랑베르: 레이몬드 랑베르는 아랍 구역의 위생상태에 대해 취재하러 오랑시에 방문한 기자다. 페스트가 닥쳤을 때, 랑베르는 자신과 아무 관련성없는 도시에 갇힌 것을 깨닫는다. 랑베르는 파리에 있는 여자친구를 그리워하며 그의 모든 재주와 지략을 사용해 도시 관료에게 떠나는 것을 허락받는다. 그러나 그것이 실패하자 밀수업자에게 연락한다. 그리고 밀수업자들은 1000만 프랑을 받고 랑베르의 탈출을 돕기로 한다. 그러나 준비에 차질이 생기고 다른 탈출 계획을 세울 때쯤에는 랑베르가 마음을 바꾼다. 만약 자신이 지극히 개인적인 행복만 추구한다면 부끄러움을 느낄 것이라며 도시에 머물면서 페스트와 싸움을 돕기로 결심한다. 랑베르는 이제 자신이 오랑에 속해있고 페스트는 그를 포함한 모두의 일임을 느낀다.
타루: 장 타루는 페스트가 창궐하기 몇 주 전에 그렇다할 이유없이 오랑에 도착한 인물이다. 일이 목적이 아닌 그의 사적인 이유 때문에 그곳에 나타났다. 타루는 웃음이 많은 착한 사람이며 페스트가 발생하기 전에는 도시의 스페인 무용수들과 음악가들과 어울리기를 즐겼다. 그는 또한 오랑에서의 삶에 대한 그의 관찰로 가득 찬 일기를 쓰는데, 후에 이 일기를 해설자가 서술에 포함시킨다. 장 타루는 페스트와 싸우기 위해 자원 봉사자들을 조직하는 아이디어를 먼저 생각해 낸 사람이다. 그는 당국이 사람들을 불러 모으기 전에 그렇게 하기를 원했으며 죄수들이 그 일을 하도록 하는 공식적인 계획을 마음에 들어 하지 않는다. 그는 자신의 도덕 규범에 의해 행동을 한다. 그는 전염병이 모든 사람의 책임이며 모든 사람이 자신의 의무를 다해야 한다고 생각한다. 흥미로운 것은, 타루가 리외에게 신을 믿지 않더라도 어떻게 성자가 되는가를 묻는 것이다. 이 소설의 후반부에서 타루는 그의 친구가 된 리외에게 그의 삶에 대한 이야기를 들려준다. 그의 아버지는 비록 친절한 사람이기는 하지만, 사형을 선고할 것을 강력히 주장하면서, 사형을 재판하는 공격적인 검사였다. 어린 소년이었을 때, 타루는 한 남자가 그의 목숨을 걸고 재판을 받는 형사 소송의 어느 날 참석했다. 그러나 사형에 대한 생각은 그를 역겹게 했다. 18세가 되기 전에 집을 떠난 후, 그의 삶에 대한 주된 관심사는 그가 국가가 지원하는 살인사건으로 간주했던 사형제도에 대한 반대였다. 그러나 수년간의 활동과 스페인 내전의 공화당을 위해 싸운 것은 그에게 환멸을 안겨주었다. 페스트 전염병이 끝났을 때, 타루는 사실상 마지막 희생자 중 한 명이 되었지만 죽기 전에 영웅적인 투쟁을 전개한다.
그랑: 그랑은 50세의 시 정부를 위해 일하는 임시 공무원이다. 그는 키가 크고 말랐으며, 봉급이 낮은 그는 근엄한 삶을 살지만 깊은 애정을 가지며 살아가는 사람이다. 그는 여가시간에 라틴어를 공부하고, 책도 쓰지만 너무 완벽주의적이라 계속해서 첫 문장을 다시 쓰면서 더 이상 진도를 나가지 못한다. 그의 인생에서의 문제 중 하나는 그가 의미하는 바를 표현하기 위한 정확한 단어를 거의 찾을 수 없다는 것이다. 그랑은 리외에게 10대에 결혼했지만 과로와 가난이 그들의 길을 망쳤다고 말한다(그랑은 그가 약속받은 승진을 하지 못했다). 그리고 그의 아내 쟌느는 그를 떠났다. 그는 그녀에게 편지를 쓰려고 했지만 쓰지 못했고, 여전히 그의 상실을 슬퍼하고 있다. 그랑은 코타르의 이웃인데, 코타르가 자살을 기도할 때 도움을 청하기 위해 리외를 부르는 사람이다. 페스트가 마을을 장악할 때, 그랑은 모든 통계를 기록하는 총서기 역할을 하면서 자원 봉사 팀에 합류한다. 리외는 그를 "위생집단에 영감을 준 조용한 용기의 진정한 구현"으로 여긴다. 그랑은 페스트에 걸려 리외에게 원고를 태워달라고 부탁하지만, 그 후 예상치 못하게 회복한다. 소설의 마지막 부분에, 그랑은 그가 훨씬 더 행복하다고 말한다. 그는 쟌느에게 편지를 썼고 그의 책에 새로운 출발을 했다.
파늘루: 파늘루 신부는 학식 있고 존경받는 예수회 신부다. 그는 순수한 형태의 기독교 교리를 옹호하고 그들의 소홀함에 대해 청중들을 꾸짖는 일련의 강의를 한 것으로 잘 알려져 있다. 페스트 발생의 첫 단계에서, 파늘루는 성당에서 설교를 한다. 그는 신도들에게 페스트는 하나님이 자기에 반대하여 마음을 굳힌 자에게 보낸 재앙이라고 강력하게 주장한다. 파늘루는 또한, 신이 도움과 희망을 주기 위해 존재한다고도 주장한다. 나중에 파늘루는 오탕의 고통받는 아들의 머리 맡에서 소년이 살아나길 기도한다. 소년이 죽은 후, 파늘루는 리외에게 사랑의 신이 지배하는 세상에서 죄 없는 아이의 죽음은 합리적으로 설명할 수 없지만, 그럼에도 불구하고 받아들여져야 한다고 말한다. 파늘루는 보건대에 합류해 무고한 아이의 죽음이 신앙의 시험이라는 또 다른 설교를 한다. 신께서 그 아이의 죽음을 기뻐 하셨기 때문에 기독교인도 기뻐할 것이다. 이 설교를 하고 며칠 후, 파늘루는 병에 걸린다. 그는 혼자 하나님을 믿으며 의사를 부르기를 거부하고 죽는다. 그의 증상은 페스트의 증상같지 않았기 때문에, 리외는 그의 죽음을 '의심스러운 경우'로 기록한다.
코타르: 코타르는 그랑과 같은 건물에 산다. 그는 자신을 "와인과 양주를 파는 여행가"라고 표현하지만, 직업을 가진 것처럼 보이지 않고 사적인 목적을 가진 것으로 묘사된다. 코타르는 말이 없고 비밀스러운 기이한 인물로, 자기 방에서 목을 매려고 시도한다. 자살시도 이후에는 범행(자살시도)으로 경찰과 연루되어 체포될 것을 두려워한다. 코타르의 성격은 페스트 전염병이 발생되고 나서 변화한다. 이전에는 냉담하고 불신했던 반면에, 그는 이제 상냥해지고 친구를 사귀기 위해 열심히 노력한다. 그는 페스트가 오는 것을 즐기는 듯 보이고 이에 대해 장 타루는 다른 사람들도 모두 두려움에 떨고 있는 지금 자신의 두려움을 안고 사는 것이 더 쉽다고 생각하기 때문이라고 생각한다. 코타르는 위기를 틈타 밀수 담배와 저급한 술을 팔아 돈을 벌고 있다. 전염병이 약해지면서 코타르의 기분은 요동친다. 때로는 사교성이 강할 때도 있지만, 어떤 때는 자기 방에 틀어박혀 몸을 가누기도 한다. 결국 그는 정신을 차리지 못하고 길거리에 있는 사람들에게 마구잡이로 총을 쏴 일부에게 부상을 입히고 개는 죽인다. 경찰은 그를 체포한다.

### 그 외 인물
해설자: 해설자는 책의 시작부분에 사건의 목격자 및 문서에 관여하기 위해 자신을 제시하지만, 소설이 거의 끝날 무렵까지 어떤 인물과도 자신을 동일시하지 않다가 이후 결국 자신이 의사 리외라는 사실을 밝힌다.
지사: 처음에는 페스트에 관한 이야기가 거짓이라고 생각하지만, 의사회의 조언에 따라 페스트에 대항하기 위한 제한된 예방적인 조치를 승인한다. 이후 리외가 조치에 항의하자 총독부에 명령을 요청하겠다며 책임을 회피하려 한다. 그리고 페스트에 관해 이미 공표한 조치들을 강화하고 도시 폐쇄 명령을 내린다.
카스텔 박사: 카스텔 박사는 리외의 의사 동료 중 한 명이며 리외보다 훨씬 나이가 많다. 그는 전염병 초기의 몇 가지 상황을 겪은 후 그 질병이 림프절 페스트라는 것과 사태의 심각성을 깨닫는다. 그는 항페스트혈청을 만들기 위해 노력하지만, 유행병이 계속되면서 점점 심신의 소모를 보인다.
M. 오통: M. 오통은 오랑시의 치안판사다. 그는 키가 크고 말랐으며, 타루가 일기에서 관찰한 바와 같이, "그의 작고 구슬픈 눈과 좁은 코, 단단하고 곧은 입은 그를 잘 자란 부엉이처럼 보이게 한다."고 말했다. 오통은 아내와 아이들을 불친절하게 대하지만 아들이 페스트로 죽은 후에는 성격이 부드러워진다. 아들이 감염되어 파견된 격리수용소에서 시간을 보낸 뒤 죽은 아들과 더 가깝게 느껴질 수 있기 때문에 그곳으로 돌아가고 싶어한다. 그러나 오통은 이렇게 하기도 전에 페스트에 감염되어 죽는다.
필립 오통: M. 오통의 어린 아들이다. 페스트를 치료할 때 카스텔 박사의 전염병 혈청을 처음으로 사용했다. 그러나 혈청은 효과가 없었고, 길고 고통스러운 몸부림 끝에 사망한다.
리외 어머니: 리외의 아픈 아내가 요양원에 가있는 동안 리외와 함께 있는다. 집안일을 하고 의자에 조용히 앉아있는 차분한 여인이다. 그녀는 나이가 들어 두려울 것이 많이 남아있지 않다고 말한다.
리샤르: 리샤르 의사는 오랑시 의사협회장이다. 그는 페스트와 싸우는데 빠른 조치를 취하지 못한다. 심지어 페스트임을 알면서도 인정조차 하지 않고, 대신 '특이한 열병'이라고 언급한다.
M. 미셸: 리외가 일하고 있는 병원의 관리자로써 소설 1부에 등장한다. 병원에서 쥐를발견하고도 이 사실에 대해 심각성을 느끼지 못하였으며 그 때문인지 <페스트>의가장 첫번째 희생자가 된다.
라울: 라울은 1만 프랑으로 랑베르의 탈출을 주선하는 것에 합의하고, 랑베르를 곤잘레스에게 소개한다.
곤잘레스: 곤잘레스는 랑베르의 탈출 준비를 해 주고 미식축구로 랑베르와 공감을 느끼는 밀수업자이다.
천식 환자: 천식 환자는 의사 리외에게 정기적인 방문을 받는다. 그는 단호한 얼굴을 가진 75세인 스페인 사람이다. 그는 그가 라디오에서 그리고 신문에서 오랑시에 대한 사건들에 강평을 한다. 그는 매일 그의 침대에 앉아서 한 냄비에서 다른 냄비로 완두콩을 놓으면서 시간의 흐름을 측정한다.
루이: 루이는 탈출하는 랑베르를 위한 계획에 참여하는 보초들 중 한 명이다.
마셀: 루이의 형제인 마셀은 또한 랑베르를 위한 탈출 계획의 일원인 보초이다.

## 줄거리
1부: 알제리 오랑시에서 처음에는 사람들에게 눈에 띄지 않았던 수천 마리의 쥐들이 길거리에서 죽기 시작한다. 히스테리는 지역신문이 사건을 보도하도록 야기하면서 얼마 지나지 않아 발달하게 된다. 수집하는 것 자체가 선페스트의 확산을 촉매하는 역할(촉매제)을 한다는 것을 알지 못하고 대중들의 압력에 대응하는 당국은 쥐 수집과 화장을 명령한다.주요 인물인 베르나르 리외 의사는 이상하게도 건물의 수위이자 친한 사이였던 미셸이 열로 죽을 때 편안하게 아파트 건물에서 살고 있다. 리외 의사는 그의 동료인 카스텔 의사에게 페스트가 도시를 쓸고 있다는 결론에 도달하기까지 병에 대해 상담한다. 이 두 사람은 그들의 이론에 대해서 동료 의사들과 시 당국에게 접근하지만 결국 한 죽음을 바탕으로 일축된다. 그러나 더 많은 죽음이 빠르게 뒤따르면서 유행병이라는 것이 분명해지게 된다. 한편, 리외 의사의 부인은 이와 무관한 만성 질병을 치료받기 위해서 다른 도시의 요양원으로 가게 된다. 지방을 포함한 당국은 상황의 심각성과 당국이 취해야할 적절한 행동에 대해 투덜거리는 것을 받아들이는 것이 느리다. 통제 조치를 제정하는 공식적인 권고가 게시된다. 그러나 권고에 사용된 언어는 낙관적이었고 그 상황의 심각성을 경시한다. “특별한 병동”은 병원에서 오픈되었으나 병원에 있는 80개의 침대는 3일 동안 남지 않고 가득 차있다. 사상자 수가 점차 증가하기 시작하자 더 많은 필사적인 조치가 취해진다. 고향은 격리되었고 시체와 장례식은 엄격하게 행해진다. 페스트 혈청의 공급은 마침내 도달하게 되었지만 현재의 환자들만을 치료할 수 있는 양이다. 그리고 도시의 응급구조 요청은 대폭 감소된다. 사상자 일일 수가 30명이 넘었을 때 그 도시는 봉쇄된다. 페스트의 발병은 공식적으로 선언된다.
2부: 도시는 봉쇄되었다. 도시의 출입구는 봉쇄되었고, 기차 여행도 금지되었으며, 모든 우편 서비스도 중단되었다. 전화선 사용은 "긴급" 통화로만 제한되어 있어, 짧은 전보는 마을 밖의 친구나 가족과 의사소통하는 유일한 수단이다. 분리 효과는 일상 생활에 영향을 미쳤고, 고립성과 내향성을 느끼기 시작하는 마을 사람들의 정신을 우울하게 했으며 페스트는 다양한 등장인물에 영향을 미치기 시작한다. 랑베르는 도시를 탈출하려는 시도하나 공식적으로 거절당하지만, 파리에 있는 그의 아내와 함께 하기 위해 탈출 계획을 모색한다. 그의 친한 친구들 중 몇몇은 정부를 피해 지하에 머무는 범죄자들이기 때문에 그를 도시 밖으로 몰래 내보낼 수 있다. 또 다른 등장인물인 파늘루 신부는 페스트가 시민들의 죄악에 대한 신의 처벌이라고 말하며 페스트를 마을에서의 그의 위상을 높이기 위한 하나의 수단으로 이용한다. 그의 욕설은 무리지어 개종을 한 그 마을의 많은 사람들의 귀에 거슬렸지만, 보통의 상황에서는 그렇지 않았을 것이다. 자살 시도에 대한 양심을 가책을 느끼고 체포되는 것에 두려운 코타르는 주요 밀수업자가 되어 부유해진다. 한편, 여행객인 장 타루, 공무원인 조셉 그랑, 그리고 리외 의사는 각자의 집과 병원에서 철저하게 환자를 돌봤다. 랑베르는 타루에게 그의 탈출 계획에 대해 알려줬지만 타루는 그에게 도시에는  리외 의사를 포함해 사랑하는 사람들을 만나지 못하는 사람들이 많다고 말하며, 랑베르는 동점심을 느껴 그가 마을을 떠날 때까지 리외 의사가 페스트와 맞서는 것을 도와준다.
3부: 8월 중반에도 상황은 계속 악화된다. 사람들은 마을을 탈출하기 위해 노력하지만 일부는 무장한 보초병의 총에 맞는다. 소규모로 폭력과 약탈이 일어나고, 정부는 계엄령을 선포하고 통행 금지를 부과함으로써 반응한다. 유가족의 감정에 거의 신경쓰지 않고 의식도 없이 장례식은 더 빨리 치러진다, 주민은 점점 증가하는 고인들의 유배와 이별의 감정을 수동적으로 감내한다. 낙담하여, 그들은 육체적으로 뿐만 아니라 감정적으로 여위어 간다.
4부: 9월과 10월에도, 그 도시는 페스트의 지배를 받는다. 리외는 요양원으로부터 그의 아내의 상태가 나빠지고 있다는 사실을 전달받는다. 또한, 그는 그의 일을 계속할 수 있도록 페스트 희생자들에 대한 자신의 마음을 굳건하게 한다. 반면, 코타르는 모든 사람이 동일한 위험에 직면해있기 때문에 페스트가 창궐할 동안 다른 사람들과 연결되어 있다는 느낌으로 인해 번창한 것처럼 보인다. 코타르와 타루는 글룩의 오페라 오르페우스와 에우리디케의 공연에 참석하는데, 오르페우스를 연기한 배우가 공연 도중 페스트 증상으로 쓰러진다. 경호원들과 협상을 연장한 끝에, 랑베르는 드디어 탈출할 기회를 얻게 되지만 그는 만약 자신이 이곳을 떠난다면 스스로에게 부끄러울 것 같다고 말하며 남아있기를 결심한다. 10월 말, 카스텔의 신종 혈청이 처음으로 시도되었지만, 아주 고통받던 오통의 어린 아들의 생명을 살리지 못했고, 파늘루, 리유, 타루 등이 공포에 질려 그 곁을 지킨다. 파늘루는 페스트와 맞서 싸우기 위한 자원봉사대에 함께 해오고 있었고, 두 번째 설교를 시작한다. 그는 무고한 아이들의 고통의 문제에 대해 설교하고, 그것은 모든 것을 부정하거나 모든 것을 믿는 것이 신에게 필요하기 때문에 기독교인의 신앙을 시험하는 것이라고 말한다. 그는 신도들에게 투쟁을 포기하지 말고 페스트와 싸우기 위해 가능한 모든 것을 할 것을 요구한다. 설교를 하고 며칠 뒤, 파늘루는 병에 걸린다. 그의 증상은 페스트와 일치하지 않지만, 그 병은 치명적인 것 같다. 타루와 랑베르는 한 고립된 캠프에 방문하는데, 그곳에서 그들은 오통을 만난다.  오통의 격리 기간이 끝나고, 그의 죽은 아들과 떨어져있다는 기분을 덜 느끼게 해준다는 이유로 그는 그 캠프에 자원봉사자로 남아있기로 한다. 타루는 리유에게 그의 삶에 대한 이야기를 들려주고, 전염병에 대한 생각으로부터 벗어나기 위해서, 그 두 남자는 수영을 하러 바다로 향한다. 그랜드는 페스트에 감염되고 리유에게 그의 모든 서류를 불태우라고 지시한다. 그러나, 그랜드는 예상하지 못하게 회복하고, 페스트로 인한 사망자가 감소하기 시작한다.
5부: 1월 하순까지 페스트가 완전히 물러가고, 마을 사람들은 곧 성문이 열리는 것을 축하하기 시작한다. 그러나 오통은 그 병으로부터 죽음을 면하지 못한다. 코타르는 음습한 거래로 이득을 본 전염병의 종식 때문에 괴로워하고 있다. 공무원 두 명이 그에게 다가가자 그는 휙 몸을 던진다. 전염병의 종식에도 불구하고 타루는 역병을 수축시키고 영웅적인 투쟁 끝에 죽는다. 리외는 나중에 전보를 통해 그의 아내도 죽었다는 것을 알게 된다.
2월에, 마을 문이 열리고 사람들은 다른 도시에서 온 사랑하는 사람들과 재회한다. 랑베르는 아내와 재회했다. 코타르는 미쳐 자신의 집에서 온 사람들을 향해 총을 쏘고, 경찰과 잠깐의 실랑이를 벌인 끝에 곧 체포된다. 그랑은 그의 소설을 다시 쓰기 시작했다. 연대기의 해설자는 자신의 정체를 밝히고 그가 사건의 객관적 관점을 제시하려고 노력했다고 말한다. 그는 전염병에 대해 반성하고, 이 연대기를 "질병 속에서 우리가 배우는 것을 단순히 말하기 위해: 경멸하는 것보다 남성에게 존경할 것이 더 많다"고 선언한다.